# Корневая шейка

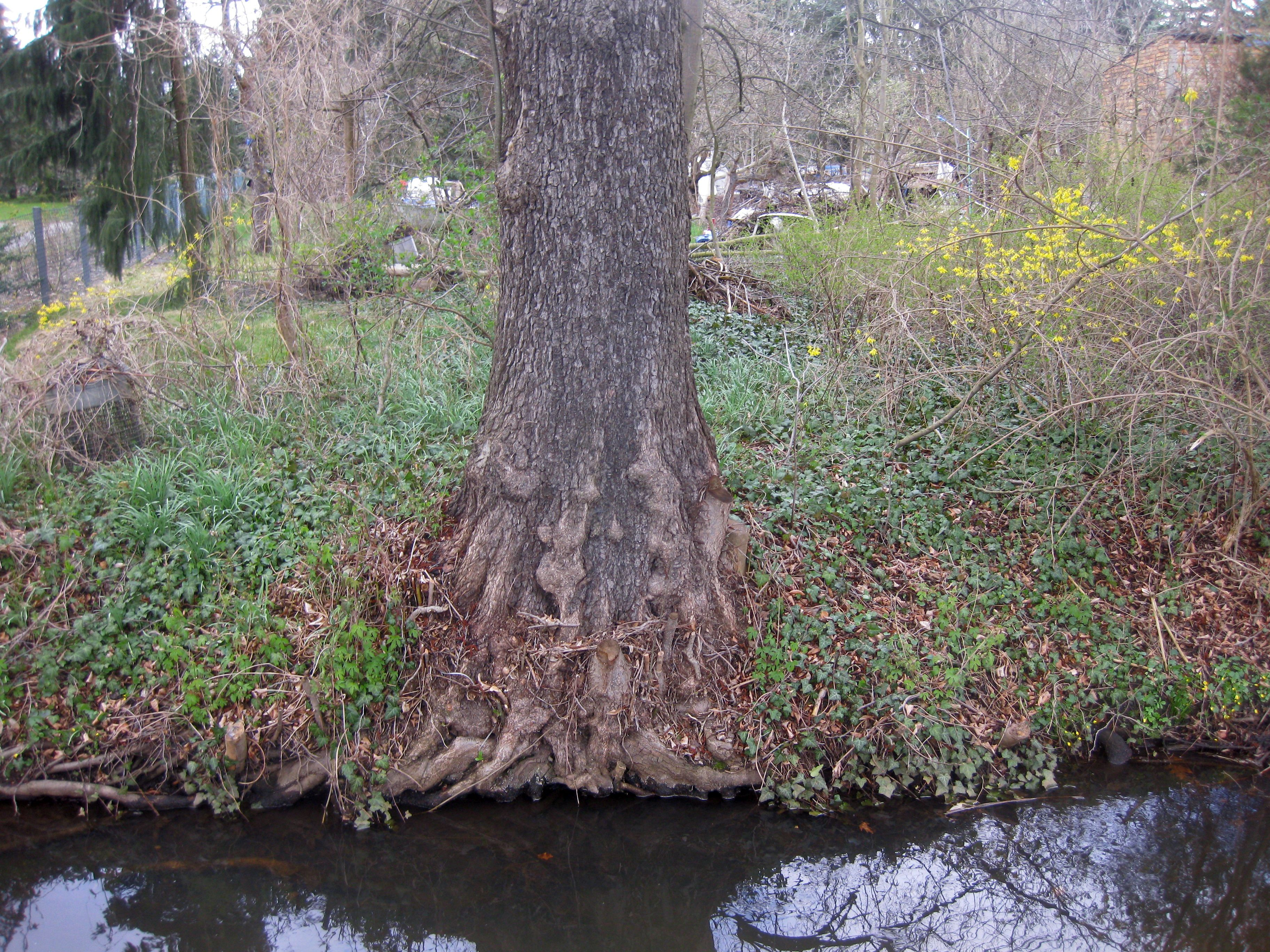
Alnus glutinosa

Корневая шейка (лат. cóllum rádicis) — условное место перехода корня в ствол у растений. Обычно корневая шейка располагается примерно на 2—4 см выше, чем находится самый верхний боковой корешок растения. Иногда это место сильно вздуто и ясно обозначено, особенно у проростков; у взрослых растений корневая шейка трудно различима.

## История термина
Термин «шейка» (лат. collum) стал применяться ботаниками с первой половины XIX века. Сначала его понимали просто как часть растения, где корень переходит в стебель. Г. Клебе придал этому термину более конкретное толкование, предложив называть им переходную зону от подсемядольного колена к главному корню.
В отечественную ботанику термин «корневая шейка» (нем. Wurzelhals) пришёл, очевидно, из немецкой ботанической литературы. Этот термин встречается у Эдуарда Страсбургера (1978) и определяется им как граница между корнем и стеблем (с. 133). Термин Wurzelhals в том же значении дает и В. Троль (1954). Её местоположение он считает возможным определить по месту образования первых боковых корней 2-го порядка (с. 3). Но, исходя из того, что эти корни (особенности ризогенеза) редко отходят от самой базальной части главного корня, то в состав «корневой шейки» по В. Тролю будет входить и достаточно протяженная базальная часть главного корня.
В отечественной ботанической научной и учебной литературе часто отмечается, что по внешним признакам определить границы «корневой шейки» невозможно и что это понятие условно. Но тем не менее многие учёные пытаются это делать.
И. Г. Серебряков (1952), считая «корневую шейку» переходной зоной между главным корнем и гипокотилем, подчёркивает при этом, что внешне границу между гипокотилем и главным корнем весьма трудно определить. Это возможно сделать только по анатомическим особенностям: наличию устьиц у эпидермы и расположению проводящих пучков.
У томатов на корневой шейке отрастают придаточные корни, способствующие лучшему укоренению и развитию растений. Образование побегов из корневой шейки при этом не наблюдается.

## Расположение корневой шейки при посадке

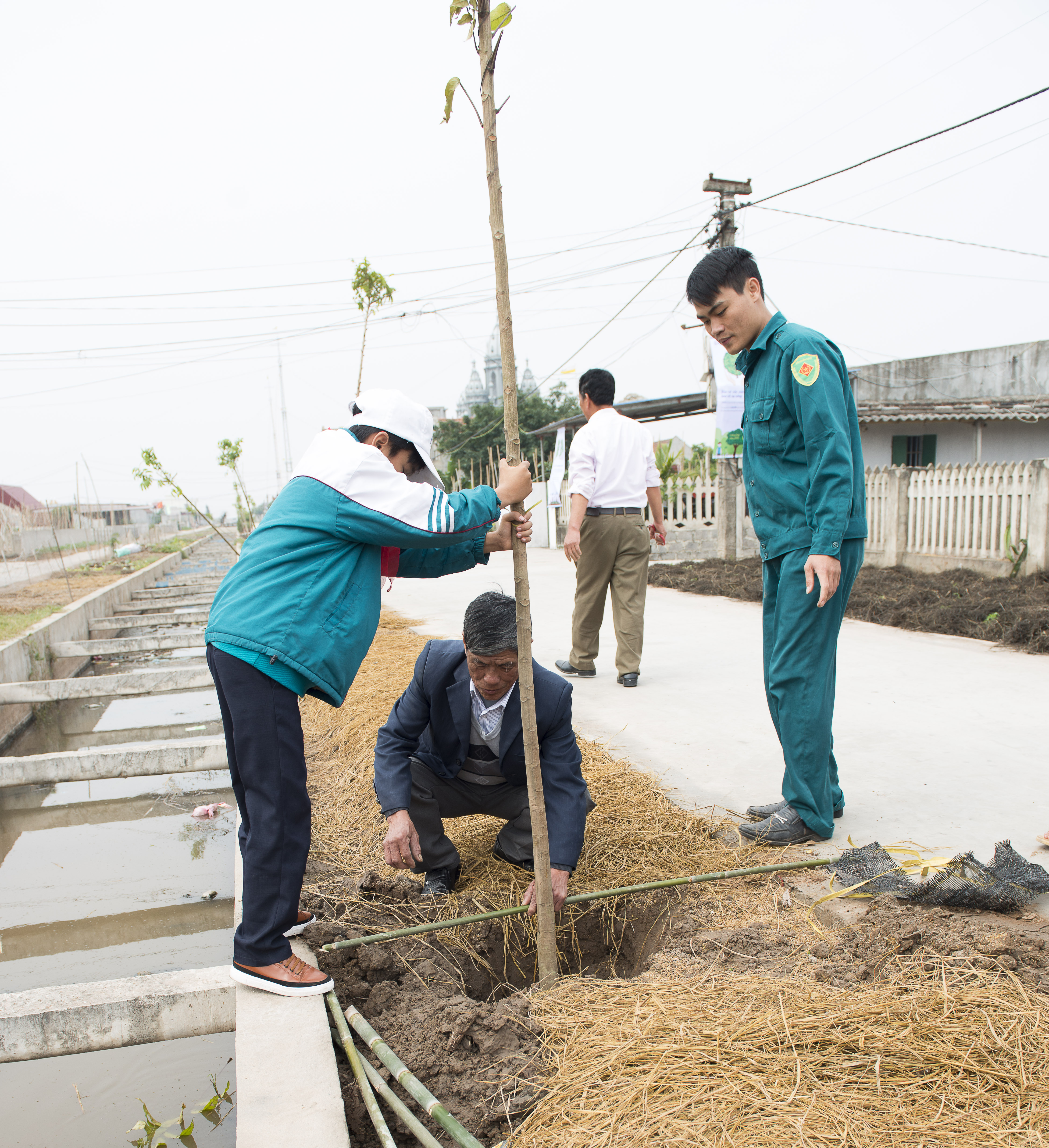
При посадке саженца дерева используют бамбуковый шест, чтобы определить уровень земли вокруг посадочной ямы и расположить корневую шейку на правильной глубине. Провинция Намдинь, Вьетнам.

Корневая шейка является уязвимым и незащищенным местом растения по причине уникального строения и расположения. Структура её камбия, древесины и коры существенно отличается от структуры всего растения — именно в этом месте основной элемент проводящей системы подземной части переходит в надземную.
Расположение и структура корневой шейки делает её достаточно уязвимой:
- при наступлении заморозков и отсутствии снежного покрова происходит вымерзание ткани;
- при временном подтоплении по причине отсутствия воздуха происходит вымокание;
- в глубоком снежном покрове при повышении температуры происходит выпревание коры;
- легко подвержена ожогам солнечными лучами;
- доступна для поражения вредителями;
- корневая шейка, поражённая погодными условиями, в большей степени подвержена грибковым заболеваниям, которые, в свою очередь, развиваются значительно быстрее.

Поэтому при посадке в зависимости от вида растения критически важно, чтобы корневая шейка была расположена выше, ниже или на уровне земли. Глубина посадки зависит от почвенно-климатических условий и биологических особенностей культивируемой породы.
Так, при посадке кактусов корневая шейка должна быть выше уровня земли, а большинство видов ягодных кустарников заглубляют при посадке.
Большинство древесных пород не переносят заглубления корневой шейки и её следует размещать на уровне земли. Поскольку определить уровень посадки на глаз трудно, поперёк посадочной ямы кладут доску, которая показывает уровень поверхности почвы и корневой шейки.
При посадки лесных деревьев в засушливых условиях, на легких песчаных и структурных почвах допустимо увеличить глубину посадки до 8—10 см. Это нужно для того, чтобы при ветровой эрозии не произошло выдувания песка и оголения корневой шейки, что приводит к гибели растения. На тяжелых и влажных почвах корневая шейка не заглубляется больше чем на 2 см. В лесной зоне корневую шейку заглубляют на 1—2 см, лесостепной — 3—4 см, полупустыне — 8—10 см.